# Odain Rose
Odain Rose (Port Antonio, 19 luglio 1992) è un velocista svedese.

## Palmarès
| Anno | Manifestazione   | Sede       | Evento      | Risultato  | Prestazione | Note                                     |
| ---- | ---------------- | ---------- | ----------- | ---------- | ----------- | ---------------------------------------- |
| 2011 | Europei juniores | Tallinn    | 100 m piani | Batteria   | 10"80       |                                          |
| 2013 | Europei indoor   | Göteborg   | 60 m piani  | 5º         | 6"62        | Miglior prestazione personale            |
| 2014 | Mondiali indoor  | Sopot      | 60 m piani  | Batteria   | 6"71        |                                          |
| 2014 | Europei          | Zurigo     | 100 m piani | Batteria   | 10"53       |                                          |
| 2015 | Europei indoor   | Praga      | 60 m piani  | Semifinale | 6"74        |                                          |
| 2015 | Universiadi      | Gwangju    | 100 m piani | Semifinale | 10"75       |                                          |
| 2016 | Mondiali indoor  | Portland   | 60 m piani  | Batteria   | 6"69        |                                          |
| 2017 | Europei indoor   | Belgrado   | 60 m piani  | 4º         | 6"63        | Miglior prestazione personale stagionale |
| 2018 | Mondiali indoor  | Birmingham | 60 m piani  | Semifinale | 6"74        |                                          |
| 2019 | Europei indoor   | Glasgow    | 60 m piani  | Batteria   | 6"88        |                                          |
| 2021 | Europei indoor   | Toruń      | 60 m piani  | Batteria   | 6"81        |                                          |